# 拓跋力微
拓跋力微（174年—277年），中國三國時期至西晉初年的索頭部鲜卑族領袖，220年—277年在位，是南北朝時期北魏皇帝的先祖。其父為前任首領拓跋詰汾，其兄為十六國時期南涼國的先祖禿髮匹孤，妻為竇氏。北魏道武帝拓跋珪稱帝時，被追諡為神元皇帝，廟號為始祖。《魏書·序記》記載力微係詰汾與天女所生，頗具神話色彩。詰汾去世後，力微繼其位，時在220年。繼位之初，拓跋部所屬的西部鮮卑內亂，相互攻伐，部眾離散，因此力微投靠「沒鹿回部」酋長竇賓。竇賓賞識力微，欲分封國土之半予力微，力微不接受，竇賓因此將女兒嫁給力微。力微又請求率領所部北居長川，十數年後，因治理有方，舊有部眾都來歸附。248年，竇賓去世後，其子陰謀作亂，力微殺之，吞併其部眾，各酋長首領皆服從力微，史載當時力微的勢力「控弦上馬二十餘萬」。258年，再南遷至盛樂（今中國內蒙古和林格爾北），召集諸部酋長，遠近莫不畏服。261年，派其子拓跋沙漠汗入曹魏為質子。277年，因西晉幽州刺史衛瓘的計策，力微聽信各部酋長的讒言，使得沙漠汗在力微的默許下被各部酋長所殺。衛瓘又設計使各部酋長離散，力微因此憂愁而死，史載其享年一百零三歲。子拓跋悉鹿繼立。

## 诸子
- 文帝拓跋沙漠汗（?-277）
- 章帝拓跋悉鹿（?-286）
- 平帝拓跋绰（?-293）
- 昭帝拓跋禄官（?-307）